# Noé Roth
Noé Roth (Cham, 27 de diciembre de 2000) es un deportista suizo que compite en esquí acrobático.
Ganó seis medallas en el Campeonato Mundial de Esquí Acrobático entre los años 2019 y 2025.
Participó en dos Juegos Olímpicos de Invierno, en los años 2018 y 2022, ocupando el cuarto lugar en Pekín 2022, en la prueba de equipo mixto.

## Medallero internacional
| Campeonato Mundial | Campeonato Mundial         | Campeonato Mundial | Campeonato Mundial      |
| Año                | Lugar                      | Medalla            | Prueba                  |
| ------------------ | -------------------------- | ------------------ | ----------------------- |
| 2019               | Park City (Estados Unidos) | Medalla de oro     | Salto aéreo por equipos |
| 2019               | Park City (Estados Unidos) | Medalla de bronce  | Salto aéreo             |
| 2021               | Almaty (Kazajistán)        | Medalla de plata   | Salto aéreo por equipos |
| 2023               | Bakuriani (Georgia)        | Medalla de oro     | Salto aéreo             |
| 2025               | Engadina (Suiza)           | Medalla de oro     | Salto aéreo             |
| 2025               | Engadina (Suiza)           | Medalla de bronce  | Salto aéreo por equipos |